# 한국 아동 인성 검사
한국 아동 인성 검사(KPI-C)는 미국의 아동인성검사(Personality Inventory for Children , PIC), 아동 문제행동 평가척도(Child Behavior Checklist, CBCL), 사회성숙도검사(바인랜드 SMS), DSM및국제질병분류 10판(ICD-10)에서 아동 · 청소년 정신장애와 관련된 내용, 아동평가와 관련된 문헌 및 저자들의 임상경험을 바탕으로 하여 아동의 심리적 장애나 정신적 이슈를 선별 진단하기 위해 개발된 한국아동인성검사(Korean Personality Inventory for children , KPI-C)이다.

## PIC
한편 미국의 아동인성검사(Personality Inventory for children, PIC)는 MMPI 접근법을 어린이 평가까지 확대하려는 노력으로 위트(Wirt)와 브론(Broen)에 의해 1958년에 개발되었다. 이후 PIC-2가 2001년에 개발되었다.

## 같이 보기
- KPRC